# Менюк, Ефрим
Ефрим Мануэль Менюк (англ. Efrim Manuel Menuck, читается по правилами английского языка Мэна́к) — канадский музыкант, вовлечённый во множество монреальских групп, в основном известен благодаря Godspeed You! Black Emperor и A Silver Mt. Zion. Менюк часто выступает как звукозаписывающий продюсер, работающий с музыкантами из Монреаля и его окрестностей.

## Биография
В 1994 году, Mauro Pezzente, Mike Moya и Менюк создают группу Godspeed You! Black Emperor, играющую пост-рок. Их первый альбом All Lights Fucked on the Hairy Amp Drooling был издан своими силами в декабре 1994 на 33 кассетах. После выхода официального первого студийного альбома, F♯A♯∞, группа обрела признание.
Менюк так же ответственен  за создание группы A Silver Mt. Zion, вместе со своими товарищами из Godspeed You! Black Emperor Sophie Trudeau и Thierry Amar. Изначально группа планировалась как тренировочная для практик Менюка в звукозаписи, но после, переросла в полноценную.
Пластинка He Has Left Us Alone but Shafts of Light Sometimes Grace the Corner of Our Rooms… имела вокал Менюка. Это был контраст по сравнению с тишиной молчания Godspeed You! Black Emperor. Однако, лейбл Constellation в биографии группы A Silver Mt. Zion утверждает, что Менюк имел вокальные данные до создания группы в "редкой кассете GYBE датированной 1996 годом".
Музыка Godspeed You! Black Emperor отмечена многогранностью семплов и симфоническим развитием, тогда как  A Silver Mt. Zion имели больше текстов. Менюк признавался, что вступает в противоречие, являясь вокалистом в группе, потому что считал, что вокалиста чаще всего расценивают как главную достопримечательность за счет группы.
Стиль вокала Менюка лучше описывать как поэтический. Диапазон его лирики широк и охватывает темы страха и одиночества, испытываемые им во время ночной поездки по дорогам Америки и даже сожаление по умершему домашнему питомцу, а именно собаке. Третий студийный альбом A Silver Mt. Zion "This Is Our Punk-Rock," Thee Rusted Satellites Gather + Sing создан как реквием по брошенным и оставленным местам и улицам в Монреале, а также аналогичным потерям по всему миру в результате развития города и военных действий. Менюк часто использует политический подтекст в названиях песен и альбомах, выражая свои анти-милитаристические взгляды.
Хотя Менюк и использует религиозные отсылки в своих альбомах, и даже описывает запись альбома  He Has Left Us Alone but Shafts of Light Sometimes Grace the Corner of Our Rooms… как "иудейский эксперимент", он не считает себя сторонником иудейской веры, цитата: "Я не хожу в синагогу, я не верю, что на небесах сидит Бог, я не верю ни во что из этого". В альбоме Born into Trouble as the Sparks Fly Upward группа ссылается на Книгу Иова 5:7. Менюк откровенно критиковал израильское правительство; буклет для альбома Yanqui U.X.O. критиковал визит Ариэля Шарона в Храмовую гору в 2000 году
Наряду с Howard Bilerman, Radwan Moumneh and Thierry Amar, Менюк управляет Hotel2Tango, чердак, тренировочная база и звукозаписывающая студия одновременно, а также одна из очень не многих в Монреале некоммерческих студий, способной принимать живые концерты. Изначально студия была только для друзей и знакомых Менюка, но позже открыла свои двери и другим группам. Таким образом, можно обнаружить фамилию Менюк как продюсера альбома самых разнообразных групп. Когда у него есть возможность, он часто помогает молодым группам и записывает отдельные сложные моменты на гитаре, или добавляет звуковые эффекты.
В 2006 году, Менюк вместе с Sophie Trudeau и Thierry Amar, помогали в записи первого альбома Carla Bozulich на лейбле Constellation под названием Evangelista.
5 августа 2009 года, скрипачка A Silver Mt. Zion Jessica Moss дала на свет малыша Ezra Steamtrain Moss Menuck, отцом которой является Менюк. Пара взяла его в тур пригласив Вика Чеснатта. Первый сольный альбом Менюка вышел 24 мая 2011 на Constellation Records под названием Plays "High Gospel".

## Дискография

### Godspeed You! Black Emperor
- All Lights Fucked on the Hairy Amp Drooling demo (1994)
- F♯A♯∞ (1997, Constellation)
- aMAZEzine! 7" (1998, aMAZEzine!)
- Slow Riot for New Zerø Kanada EP (1999, Constellation)
- Lift Your Skinny Fists Like Antennas to Heaven (2000, Constellation)
- Yanqui U.X.O. (2002, Constellation)
- 'Allelujah! Don't Bend! Ascend! (2012, Constellation)
- Asunder, Sweet and Other Distress (2015, Constellation)
- Luciferian Towers (2017, Constellation)

### Silver Mt. Zion
- He Has Left Us Alone but Shafts of Light Sometimes Grace the Corner of Our Rooms… (2000, Constellation)
- Born into Trouble as the Sparks Fly Upward (2001, Constellation)
- "This Is Our Punk-Rock," Thee Rusted Satellites Gather + Sing, (2003, Constellation)
- The "Pretty Little Lightning Paw" E.P. (EP, 2004, Constellation)
- Horses in the Sky (2005, Constellation)
- 13 Blues for Thirteen Moons (2008, Constellation)
- Kollaps Tradixionales (2010, Constellation)
- Fuck Off Get Free We Pour Light on Everything (2014, Constellation)

### Efrim Manuel Menuck (solo album)
- Plays "High Gospel" (2011, Constellation)
- Pissing Stars (2018, Constellation)

Менюк так же брал участие в записи различных групп, которые он продюсировал.